# LAG Nr. 875
Der Triebwagen LAG Nr. 875 war ein zweiachsiger elektrischer Triebwagen der Lokalbahn Aktien-Gesellschaft (LAG) für den Betrieb auf der meterspurigen Lokalbahn Ravensburg–Weingarten–Baienfurt.
Mit Verstaatlichung der LAG wurde der Triebwagen von der Deutschen Reichsbahn übernommen und als ET 197 01 bezeichnet. Er gelangte nach dem Zweiten Weltkrieg noch in den Bestand der Deutschen Bundesbahn und war bis 1959 im Einsatz. Das Fahrzeug ist heute nicht mehr vorhanden.

## Geschichte
Die LAG betrieb im süddeutschen Raum mehrere Nebenbahnen, die schon früh elektrifiziert und mit Triebwagen betrieben wurden. Der Triebwagen 875 wurde 1914 gebaut und unterschied sich als zweiachsiges Fahrzeug von den zuvor für diese Strecke beschafften Vierachsern mit den Nummern 800–804. Beheimatet waren die Fahrzeuge im Triebwagenschuppen Weingarten. Als die LAG 1938 von der Deutschen Reichsbahn übernommen wurde, erhielt der Triebwagen die Bezeichnung ET 197 01.
Nach Beschaffung der neuen Baureihe ET 195 1954 wurde der ET 197 01 nur noch als Dienstwagen verwendet. Mit Betriebseinstellung der Baienfurter Strecke wurde er 1959 abgestellt, 1961 ausgemustert und 1963 verschrottet.

## Konstruktion

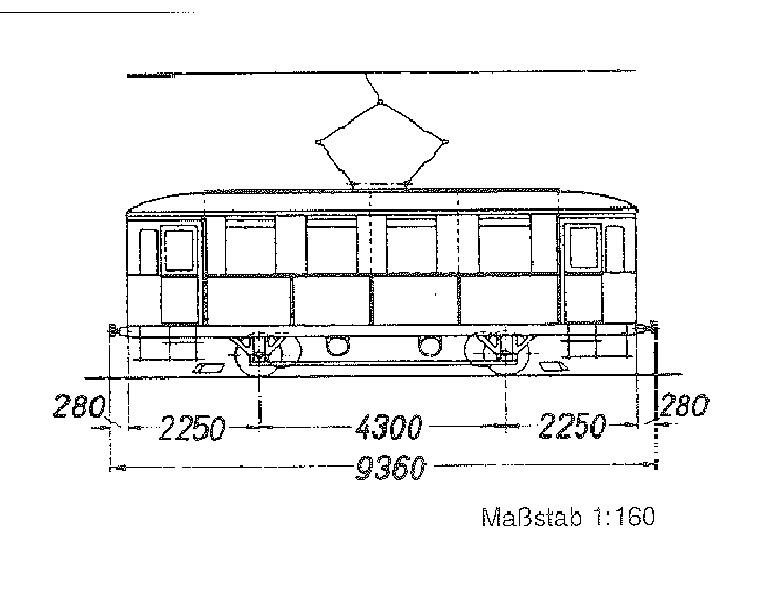
Maßskizze

Das Untergestell war aus genieteten Walzprofilen hergestellt, das Gerippe des Wagenkastens war eine mit Blech verkleidete Holzkonstruktion. Wie die anderen fünf Fahrzeuge aus der Anfangszeit besaß der Wagen eine Mittelpufferkupplung nach der Art von Straßenbahnen. Der Triebwagen war fast vier Meter kürzer als die Triebwagen 800–804. Die Innenausstattung bestand aus drei Abteilen dritter Klasse mit 16, acht und sechs Sitzplätzen. Von den Fahrgastabteilen waren die Führerstände mit Trennwänden und Tür abgetrennt, diese waren gleichzeitig die Einstiegsräume. Da sich bei der Straßenbahn Ravensburg–Weingarten–Baienfurt die Bahnsteige alle nur auf einer Seite befanden, waren auch bei dem Triebwagen nur die Türen auf der Haltestellenseite offen gehalten, die anderen wurden verschlossen. Die Einstiegsräume waren eingezogen gestaltet.
Bei Anlieferung waren auf dem Dach des Triebwagens zwei Lyra-Stromabnehmer platziert, bei einem Umbau 1938 wurden diese durch einen Scherenstromabnehmer ersetzt. Der Antrieb des Fahrzeuges bestand aus zwei vierpoligen Gleichstrom-Reihenschlussmotoren, die in Tatzlager-Bauweise im Rahmen aufgehängt waren. Der Triebwagen besaß im Laufe der Jahre drei verschiedene Lackierungen. Bei Anlieferung hatte er einen dunkelgrünen Wagenkasten mit grauem Rahmen. In den 1930er Jahren erhielt der Wagenkasten eine zweifarbige Lackierung, wobei er unterhalb der Fensterunterkante grün und oberhalb der Fensterunterkante beige war. Bei der Deutschen Bundesbahn war er schließlich rot mit beigen Zierstreifen.